# XV-24 (航空機)
XV-24 ライトニングストライク
アーティストのコンセプト
- 用途：無人航空機
- 製造者：オーロラ・フライト・サイエンシズ
- 運用者：アメリカ軍
- 運用状況：キャンセル

オーロラ XV-24 ライトニングストライク（英語: Aurora XV-24 LightningStrike）は、オーロラ・フライト・サイエンシズとパートナーのロールス・ロイスとハネウェルによって作成された実験的な無人航空機。垂直離着陸実験用航空機プログラムのために開発された。

## 開発
2016年3月3日、国防高等研究計画局(DARPA)はオーロラ・フライト・サイエンシズに8,940万ドルを授与し、ライトニングストライクのコンセプトを構築して実証し、他の3つの競合他社を破った。VTOL XプレーンプロジェクトのフェーズIIは、2018年9月までに計画され、飛行試験の前に2機の航空機を製造する予定。2016年3月29日に、カーボンコンポジットと3Dプリントプラスチックで作られた翼とカナードを使用した重量325 ポンド（147 kg）のの20パーセントスケールのデモンストレーターが飛行した。実物大の航空機はXV-24Aと呼ばれる。
2018年4月、サブスケールデモンストレーターがVTOL Xプレーンの主要な目的を達成した後、Uberで開発されたオーロラのeVTOL航空機で電気分散推進が使用されているため、DARPAはプログラムを継承する後継者がなく、商業的関心が高まっているため、飛行試験の前にプロジェクトをキャンセルしている。

## 設計
ライトニングストライクは、V-22オスプレイで使用されているのと同じタイプの１つのロールスロイスAE1107Cターボシャフトエンジンを搭載した傾斜翼設計であり、3つのハネウェル発電機を介して電力を生成し、前方カナードにそれぞれ3個ずつ、主翼を横切って18個、計24個の分散ダクトファンを稼働させる。航空機は、従来のエンジンを使用するのではなく、「分散型電気推進」に依存する。この推進力では、3メガワット（4,023馬力）の電力を生成する３つの発電機と商用風力タービンが、ファンを駆動する個々のモーターに電力を供給する。;各ウィングファンは100 kWモーターを使用し、各カナードファン70 kWモーターを使用する。航空機の重量は10,000–12,000 lb (4,500–5,400 kg) 、UH-1Yヴェノムとほぼ同サイズで、300ノットより速く巡航する。